# Тезяков, Николай Иванович
Николай Иванович Тезяков (29 ноября (10 декабря) 1859, пос. Верхнесергинский завод, Красноуфимский уезд, Пермская губерния, Российская империя — 2 января 1925, Москва, РСФСР, СССР) — русский и советский врач, а также общественный деятель, сыгравший большую роль в деле строительства здравоохранения СССР. Герой Труда (1923).

## Биография
Родился 29 ноября (10 декабря по новому стилю) 1859 года в посёлке Верхнесергинский завод Красноуфимского уезда Пермской губернии (ныне — посёлок городского типа в Нижнесергинском муниципальном районе Свердловской области) в семье крепостного служащего — его отец работал на Верхнесергинском заводе.
Начальное образование получил в Верхнесергинской земской школе. В 1871—1879 годах обучался в Екатеринбургской гимназии. Принимал участие в студенческом народническом движении. В 1879—1884 годах учился на медицинском факультете Казанского университета, где также принимал активное участие в студенческом движении и был организатором студенческой сходки в декабре 1882 года, за что был внесён полицией в число неблагонадежных.
С 1884 по 1889 годы работал участковым земским врачом в Аряжском сельском врачебном участке Осинского уезда (ныне — Куединский район Пермского края. В 1886 и 1887 годах принимал участие в III и IV губернских съездах врачей в Перми и Екатеринбурге. В этот период он опубликовал первые работы по земской медицине и санитарии. Его работа в селе Аряж была связана и с проявившимся у Тезякова интересом к культуре и быту удмуртов Большегондырской волости, входившей в Аряжский врачебный участок. По служебным делам он часто посещал удмуртские деревни, в которых знакомился с жизнью удмуртов и проводил антропологические исследования. С его именем связано первое монографическое изучение этнографии и антропологии куединских удмуртов. Особенности религиозно-мифологических представлений и календарной обрядности удмуртов Большегондырской волости были рассмотрены Н. И. Тезяковым в работе «Праздники и жертвоприношения у вотяков-язычников», опубликованной в журнале «Новое время».
В 1889 году перешёл на работу в Херсонскую губернию, где в 1889—1896 годах работал уездным санитарным врачом. Затем, в 1896—1903 годах, он заведовал санитарным отделением Воронежской губернской земской управы и отделением народного здравоохранения Саратовской губернской земской управы (в 1903—1915 годах). Был основателем и первым заведующий медико-статистического бюро Воронежского губернского земства, сотрудником журнала «Врачебносанитарная хроника Воронежской губернии». Участвовал в качестве военного врача в Русско-японской и Первой мировой войнах.
После Октябрьской революции работал в Саратовском губернском медико-санитарном отделе. С 1920 года заведовал отделом лечебных местностей Наркомздрава РСФСР. Был активным деятелем ряда общественных врачебных обществ, включая Всероссийское общество русских врачей в память Н. И. Пирогова, участником съездов и выставок. Им опубликовано более 250 научных работ, посвящённых изучению заболеваемости и смертности населения, демографии социальных болезней, эпидемий, развитию земской медицины. Первый председатель Российского общества по изучению Крыма (РОПИК).
21 июля 1923 года Н, И. Тезякову было присвоено звание «Героя труда на фронте здравоохранения». В декабре 1923 года, в признание его значительных заслуг в здравоохранении, имя Тезякова было присвоено санаторию в Геленджике и санаторию «Нижние Серги».
Ему принадлежит свыше 250 печатных работ по различным вопросам охраны здоровья.
Умер 2 января 1925 года в Москве на рабочем месте. Был похоронен на Новодевичьем кладбище (участок 3).
Н. А. Семашко так охарактеризовал деятельность Николая Ивановича Тезякова: «Умер прекрасный товарищ, кристальной честности человек, друг коммунизма. Пусть его жизнь послужит примером молодежи».